# Parti national (Chili)
Pour les articles homonymes, voir Parti national.
Le Parti national (espagnol : Partido Nacional) était un parti politique du Chili fondé en 1966 par l'amalgame du Parti conservateur uni, du parti libéral uni et du parti de l'action nationale. 

## Origines
Lors de son congrès constituant, le nouveau parti reprit le nom de l'ancien Partido Nacional o monttvarista (dissous en 1933) et qui avait été le lointain ancêtre des 3 partis fondateurs.

## Historique
Parti politique conservateur de droite, le principal opposant du parti national est le parti démocrate-chrétien du Chili. En 1970, lors des élections présidentielles, son candidat est l'ancien président Jorge Alessandri Rodríguez. Salvador Allende (socialiste) arrive en tête de l'élection, et sa victoire est confirmée par le parlement à la faveur d'une alliance entre la démocratie-chrétienne et l'Unité populaire. 
À partir de 1972, le parti national et le parti démocrate-chrétien s'allient et remportent les élections législatives de mars 1973 (57 %). 
Le 22 août 1973, dans le contexte d'une crise politique, économique et sociale que traverse alors le Chili, les chrétiens démocrates et les membres du Parti National de la chambre des députés constatent qu'ils ne disposent pas en l'état des moyens constitutionnels pour destituer le président Allende et votent par 81 voix contre 47 une résolution demandant aux institutions d'intervenir afin de mettre fin à ce qu'ils appellent des violations de la Constitution et de restaurer le droit et l'ordre constitutionnel.
À la suite du coup d'État du 11 septembre 1973, soutenu par le parti national, celui-ci décide de s'auto-dissoudre avant même que la junte militaire ne prononce l'interdiction des partis politiques. 
Le parti national tente de se reformer en 1983 sous le nom de Comité de Acción Cívico afin de reconstruire un parti unifié de droite. C'est en octobre que le parti national renaît de ses cendres sous l'impulsion de Carmen Sáenz de Phillips, Silvia Alessandri et Alicia Ruiz-Tagle de Ochagavía. Cette tentative de recréer un grand parti de droite sous l'égide du parti national est un échec. Les anciens dirigeants et militants de l'ancien parti national s'étant déjà rangés sous d'autres bannières comme le Mouvement de l'union nationale ou le mouvement de l'action nationale. En 1987, année de la légalisation de tous les partis politiques par la dictature militaire, émergent de nouveaux partis de droite dont le succès à droite consacre l'échec d'unification du parti national. 
Divisé entre les partisans et les opposants à la prorogation du mandat du général Pinochet durant le référendum de 1988, le parti national soutient la candidature d'Hernán Büchi (ancien ministre de la dictature Pinochet) en 1989. 
Dépassé par l'Union démocrate indépendante et Rénovation nationale lors du retour à la démocratie, le parti national se dissout définitivement en 1994 en formant avec l'Unión de Centro Centro, un nouveau parti baptisé Union du centre-centre progressiste (Unión de Centro Centro Progresista - UCCP).

## Présidents du Parti national
- Víctor García Garzena (1966-1968)
- Jorge Godoy Matte (1968-1970)
- Sergio Onofre Jarpa (1970-1973).

### Résultats électoraux
| Année de l'élection (nombre total de députés) | Nombre de députés | Nombre de voix | Pourcentage des voix |
| --------------------------------------------- | ----------------- | -------------- | -------------------- |
| 1969 (150)                                    | 33                | 480 525        | 20,82                |
| 1973 (150)                                    | 34                | 785 728        | 21,7                 |
| 1989 (120)                                    | 0                 | 53 819         | 0,79                 |
| 1993 (120)                                    | 0                 | 2 688          | 0,04                 |

## Candidats à l'élection présidentielle soutenus par le Parti national
- 1970 : Jorge Alessandri Rodríguez
- 1989 : Hernán Büchi
- 1993 : Arturo Alessandri Besa